# No Other Love
No Other Love è un brano musicale del cantante statunitense John Legend, interpretato con la collaborazione della cantante Estelle. Il brano è stato pubblicato come quinto ed ultimo singolo estratto dall'album Evolver, terzo lavoro di Legend, il 26 settembre 2009.

## Tracce
Download digitale
1. No Other Love (feat. Estelle) - 3:58